# Britanci
Británci so avtohtoni prebivalci Velike Britanije in njihovi potomci, v današnjem času pa se izraz nanaša na državljane Združenega kraljestva. Po mnenju nekaterih sociologov tvorijo enoten narod, drugi pa jih delijo na Angleže, Škote in Valižane. Britanci govorijo angleško in druge jezike.